# Балалайка-контрабас
Балалайка-контрабас — самый большой по размерам, а по динамике самый мощный и низкий по тону музыкальный инструмент семейства балалаек. Она выполняет основную басовую функцию по обеспечению основы звучания ансамбля или оркестра русских народных инструментов.

## Конструкция
| Мензура   | Длина     | Лады  |
| --------- | --------- | ----- |
| 1100—1180 | 1600—1700 | 16—17 |

К нижнему углу корпуса крепится металлический шпиль, который служит опорой — такое положение инструмента создаёт дополнительный резонирующий эффект и звук становится более длинным, объёмным и полётным.

## Строй
| Струна | Нота     | Октава      | Нотация |
| ------ | -------- | ----------- | ------- |
| 1      | D (Ре)   | Большая     |         |
| 2      | A1 (Ля1) | Контроктава |         |
| 3      | E1 (Ми1) | Контроктава |         |

Звучание открытых струн балалайки контрабас образует её квартовый строй. Последовательность тонов, начиная с первой струны, самой высокой по тону: Ре (большой октавы); Ля, Ми (контроктавы). Аналогичный строй имеет и домра контрабас.
Интервалы между соседними струнами: D{ч.4}A1{ч.4}E1 (буквенная нотация по Гельмгольцу, ч.4 — чистая кварта).
Музыкальный диапазон балалайки контрабас с 17 ладами на грифе составляет две полных октавы и восемь полутонов (часть контроктавы, большая октава, малая октава и часть первой): от Ми контроктавы до До первой октавы.
Ноты на нотном стане пишутся на октаву выше действительного звучания для удобства чтения.

## Техника игры
Форма и размеры балалайки-контрабас таковы, что играть на ней удобнее стоя, хотя в оркестре исполнитель, как правило, играет сидя.
Звук извлекается при помощи кожаного медиатора, размером примерно 60×60 мм, который усиливает его и делает более глубоким. Иногда используется прием пиццикато для достижения лёгкого, мягкого и полётного звучания, защипывание струн в этом случае производится большим, указательным или средним  пальцем.
Играть на балалайке-контрабас непросто. Чтобы толстые струны этого музыкального инструмента по настоящему зазвучали, нужно приложить немало физических усилий. Левой рукой нужно сильно прижимать струну к грифу, а правой, при помощи медиатора, мягко, но глубоко и сильно, ударять по струне.

## Галерея

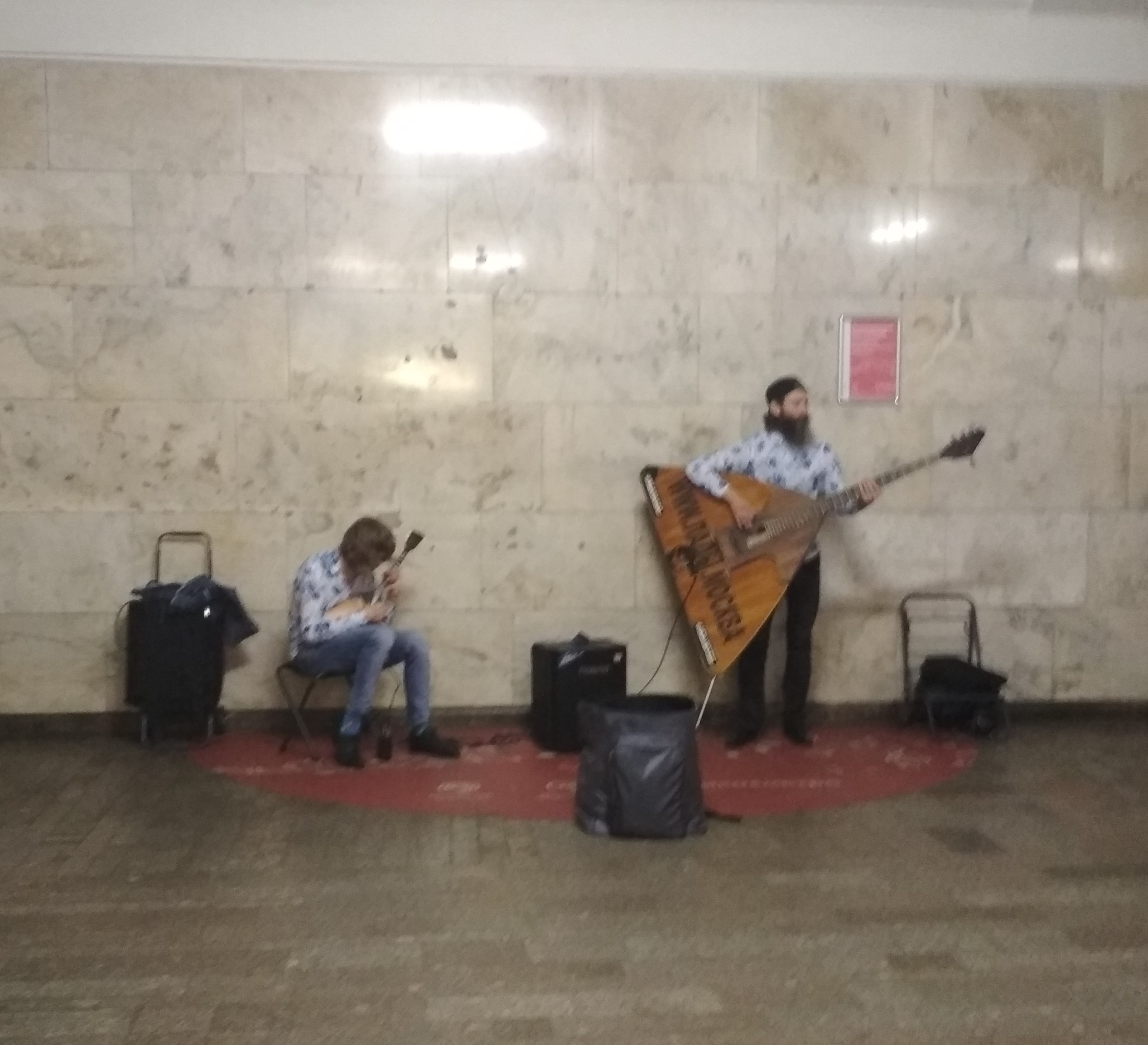
Балалайка-контрабас в одном из переходов между станциями московского метро.
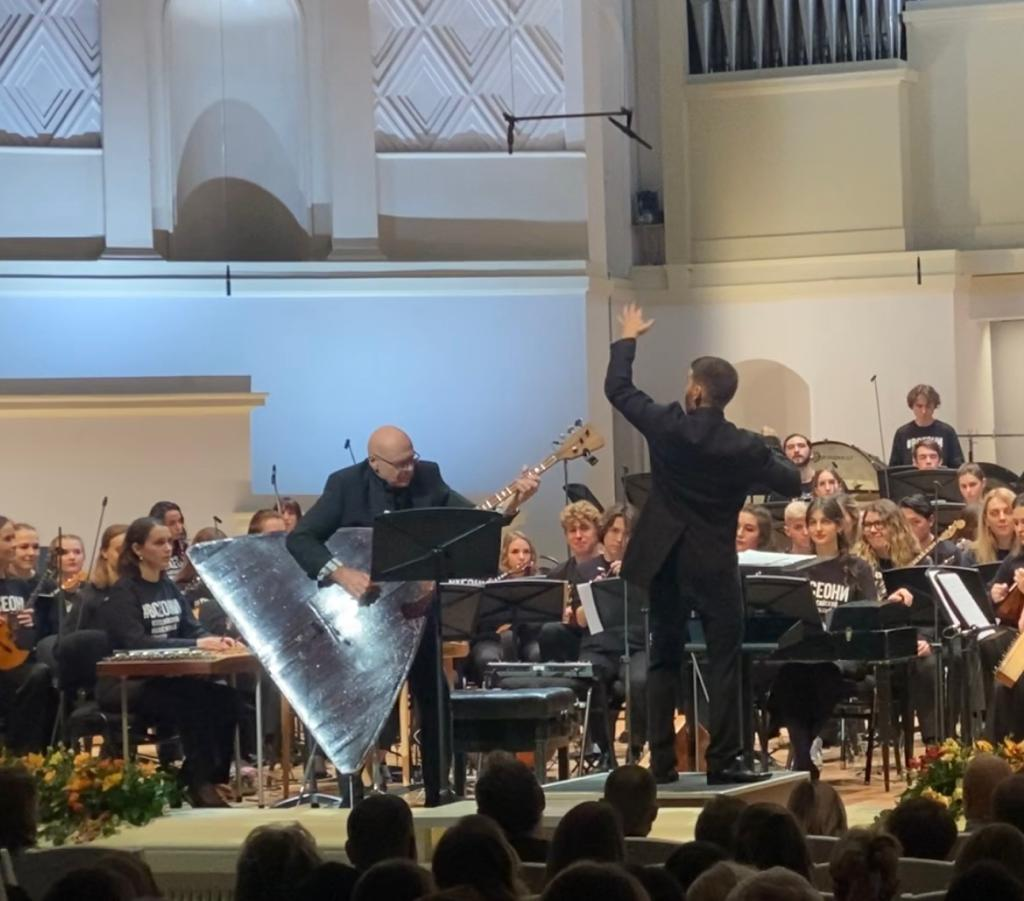
Михаил Дзюдзе, исполнитель на балалайке-контрабас, солирует на концерте Всероссийского молодёжного оркестра национальных инструментов